# Nesmy
Nesmy (prononcé [nɛmi]) est une commune française située dans le département de la Vendée en région Pays de la Loire.

## Géographie
Le territoire municipal de Nesmy s’étend sur 2 462 hectares. L’altitude moyenne de la commune est de 60 mètres, avec des niveaux fluctuant entre 32 et 79 mètres,.
Commune située à 30 km de l'océan Atlantique, à 10 km de La Roche-sur-Yon, chef-lieu du département de la Vendée, et à 3 h 30 de Paris par l'autoroute A87 (Paris - Les Sables-d'Olonne).
|                         | La Roche-sur-Yon |                |
| Aubigny-Les-Clouzeaux   | Nesmy            | Rives-de-l'Yon |
| La Boissière-des-Landes |                  |                |

### Climat
Pour des articles plus généraux, voir Climat des Pays de la Loire et Climat de la Vendée.
En 2010, le climat de la commune est de type climat océanique franc, selon une étude du CNRS s'appuyant sur une série de données couvrant la période 1971-2000. En 2020, Météo-France publie une typologie des climats de la France métropolitaine dans laquelle la commune est exposée à un climat océanique et est dans la région climatique  Bretagne orientale et méridionale, Pays nantais, Vendée, caractérisée par une faible pluviométrie en été et une bonne insolation.
Pour la période 1971-2000, la température annuelle moyenne est de 12,3 °C, avec une amplitude thermique annuelle de 13,6 °C. Le cumul annuel moyen de précipitations est de 816 mm, avec 12,6 jours de précipitations en janvier et 6,4 jours en juillet. Pour la période 1991-2020, la température moyenne annuelle observée sur la station météorologique de Météo-France la plus proche, sur la commune de La Roche-sur-Yon à 9 km à vol d'oiseau, est de 12,4 °C et le cumul annuel moyen de précipitations est de 885,5 mm,. Pour l'avenir, les paramètres climatiques de la commune estimés pour 2050 selon différents scénarios d'émission de gaz à effet de serre sont consultables sur un site dédié publié par Météo-France en novembre 2022.

## Urbanisme

### Typologie
Au 1er janvier 2024, Nesmy est catégorisée bourg rural, selon la nouvelle grille communale de densité à sept niveaux définie par l'Insee en 2022.
Elle appartient à l'unité urbaine de Nesmy, une unité urbaine monocommunale constituant une ville isolée,. Par ailleurs la commune fait partie de l'aire d'attraction de La Roche-sur-Yon, dont elle est une commune de la couronne,. Cette aire, qui regroupe 45 communes, est catégorisée dans les aires de 50 000 à moins de 200 000 habitants,.

### Occupation des sols
L'occupation des sols de la commune, telle qu'elle ressort de la base de données européenne d’occupation biophysique des sols Corine Land Cover (CLC), est marquée par l'importance des territoires agricoles (90,3 % en 2018), en diminution par rapport à 1990 (93,6 %). La répartition détaillée en 2018 est la suivante : 
prairies (39,7 %), terres arables (31,9 %), zones agricoles hétérogènes (18,8 %), zones urbanisées (5,9 %), espaces verts artificialisés, non agricoles (3,7 %). L'évolution de l’occupation des sols de la commune et de ses infrastructures peut être observée sur les différentes représentations cartographiques du territoire : la carte de Cassini (XVIIIe siècle), la carte d'état-major (1820-1866) et les cartes ou photos aériennes de l'IGN pour la période actuelle (1950 à aujourd'hui).

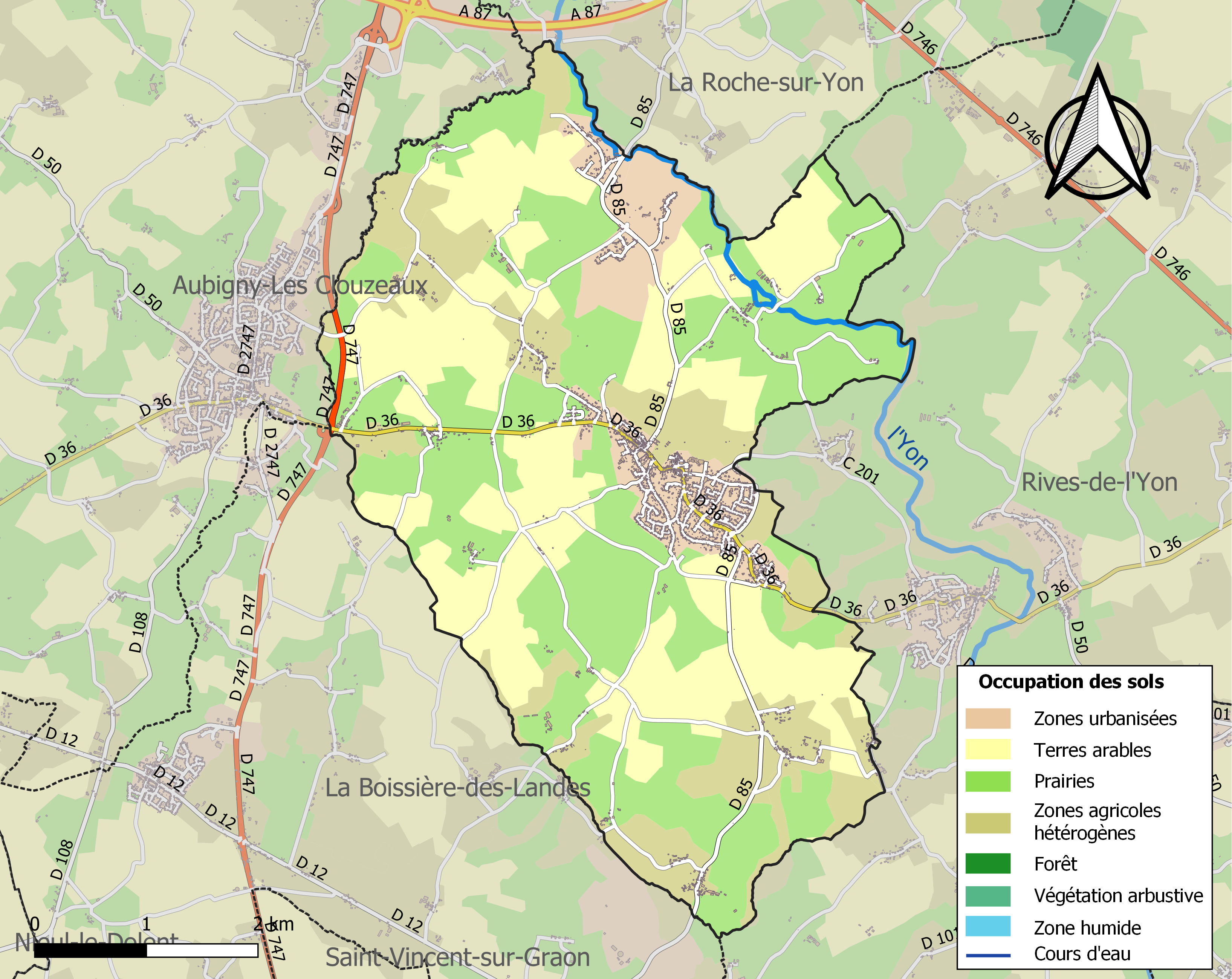
Carte des infrastructures et de l'occupation des sols de la commune en 2018 (CLC).

## Histoire

### Liste des seigneurs successifs et des propriétaires du château de Nesmy
| Période    | Période    | Identité                           | Étiquette | Qualité |
| ---------- | ---------- | ---------------------------------- | --------- | --- |
|            | 1050       | Ascelin                            |           | Féodal de Nesmy |
| 1050       |            | Pontius                            |           | Fils du précédent |
| 1075       |            | Hugues de Bolliac                  |           | épousa Maxantia, fille de Pontius, il est qualifié de comte |
| 1094       | avant 1112 | Jean de Bolliac de Nesmy           |           | Fils cadet du précédent |
| 1112       |            | Hugues de Nesmy                    |           | Fils du précédent, épousa la fille de Pierre Meschinot |
| 1140       |            | Jean II de Nesmy                   |           | Fils du précédent |
| 1140       | 1175       | Hugues Claristie                   |           | Gendre du précédent, Jean II de Nesmy |
| 1175       |            | Réginald (Primaudi) Primaut        |           | Gendre du précédent, épousa Pétronille Claristie |
| 1223       |            | N. Charuyau                        |           | Gendre du précédent, épousa |
| 1250       |            | Charuyau II                        |           | Fils du précédent |
| après 1250 |            | N. de Sainte Flaive                |           | Gendre du précédent |
|            | avant 1350 | Jeanne de Sainte Flaive            |           | Fille du précédent, dame de Nesmy, décède en 1398 |
|            |            | Gehudin Chabot                     |           | Epoux de la précédente, seigneur de Nesmy et de Pressigny |
|            |            | Tristan Chabot                     |           | Fils du précédent (époux de Jeanne de Rezay) |
|            |            | Germain Chabot                     |           | Frère du précédent |
|            | après 1485 | Léon Chabot                        |           | Frère du précédent, marié à Catherine Chenin, elle-même mariée ensuite à Henri Bonnet |
| avant 1500 |            | Catherine Chabot                   |           | Fille des précédents, mariée en 1500 à Guy Mauclerc |
|            |            | Léon Mauclerc                      |           | Fils des précédents, épousa Antoinette de Volvire |
|            |            | Catherine Mauclerc                 |           | Fille des précédents, épousa le baron de Ris-Chauvron |
| avant 1585 |            | Clair Boutaud                      |           | Epoux d'Anne du Fou |
|            |            | Nicolas d'Espaigne                 |           | Gendre du précédent, épousa Lea Boutaud |
| avant 1589 |            | Marie Mauclerc                     |           | Petite-fille de Catherine Mauclerc, épouse Jacques de Saint-Savin, puis le seigneur de Lussac, gérance de la seigneurie dévolue à Issac Chabot, seigneur du Chaigneau                                |
| 1596       | 1625       | Isaac Chabot                       |           | Descendant à la 5e génération de Tristan Chabot, épousa Crispe Tinguy des Oudairies, puis en 1620 Eléonor (alias Jeanne) Bodin de la Barre des Cousteaux. I acheta Nesmy à sa cousine Marie Mauclerc |
| 1625       | 1640       | Benjamin Tinguy                    |           | Beau-frère du précédent, vente opérée le 20 octobre 1625, épousa Anne Bertrand |
| 1640       | 1680       | Abraham Tinguy                     |           | Fils du précédent, épousa Suzanne Bodin puis Marie Bejarry |
| 1680       |            | Charles Tinguy                     |           | Fils du précédent, épousa Israélite Henriette Maucler, dame de Saulnay, puis Jeanne-Suzane Gourjault                                                                                                 |
|            |            | Pierre-Benjamin Tinguy             |           | Fils du précédent, épousa Marie-Anne Cicoteau |
| 1745       | 1783       | Charles-Louis Tinguy               |           | Fils du précédent, épousa Marie-Anne-Elisabeth de Montsorbier |
|            |            | Louis-Ferdinand de Tinguy de Nesmy |           | Fils du précédent, épouse en 1801 Henriette de Sallo |
|            |            | Charles-Louis de Tinguy de Nesmy   |           | Fils du précédent, épouse en 1836 Mathilde-Sophie Locquet de Grandville |
|            |            | Charles-Albert de Tinguy           |           | Fils du précédent, épouse en 1863 Mathilde de Moulins de Rochefort |
|            |            | Edouard-Henri de Monti de Rezé     |           | Fils du gendre (Henri de Monti de Rezé) de la sœur (Mathilde de Tinguy, épouse Francisque de Saint-Meleuc) du précédent , épouse en 1883 Marie-Thérèse de Saint Meleuc                               |
|            |            | Hugues et Marc d'Orfeuille         |           | Fils de Jean d'Orfeuille, époux d'Yvonne de Monti de Rezé, sœur du précédent |
| 2006       |            | André et Elisabeth Chapelle        |           | Filleule de Marc d'Orfeuille Petite fille de Marie-Antoinette d'Albignac, née d'Orfeuille, tante des précédents                                                                                      |

On retient de cette longue liste, qui s'étend sur presque mille ans, que le château de Nesmy n'a jamais été vendu, si ce n'est en 1596, de manière interne à la famille qui l'occupe.

### Histoire du château de Nesmy
Le château de Nesmy, situé sur un promontoire, donne sur une terrasse (XVIe siècle) surplombant l'ancien étang du château (XIe siècle). Il a été bâti directement sur le roc. Ce dernier séparait jadis les bâtiments seigneuriaux du prieuré créé par les moines de Talmont.
De quelle époque date-t-il? Entre les fondations du Xe siècle et le toit dont la restauration s'est achevée en 2008, il faut distinguer plusieurs strates dans la construction du domaine.
Au Moyen Âge, la terre et la seigneurie de Nesmy formaient une châtelainerie avec droit de haute et basse justice. Ses éléments les plus anciens datent du Xe siècle : le château a été édifié sur les fondations d'un très ancien domaine appartenant aux Ascelin. Les descendants de cette famille, cités plus haut, sont mentionnés dans le cartulaire de Sainte-Croix de Talmont, dont 68 des 536 chartes, rédigées entre 1049 et 1254,
concernent les seigneurs de Nesmy.
Au XVIIIe siècle, le château de Nesmy présente l'apparence d'un logis vendéen typique. Ses fenêtres à meneaux (dont des fragments ont été retrouvés en 2007 à l'occasion de travaux de terrassements) viennent d'être remplacées par de hautes ouvertures cintrées en granit. Du bâtiment actuel sont seulement présents le corps central et les deux tours rondes, à moins que ces dernières aient été rajoutées plus tard.
La Révolution survient, et avec elle les troubles des années 1793 et suivantes. Le 8 janvier 1794, le comte de Tinguy est défenseur de Noirmoutiers. Faisant confiance à la parole du général bleu Haxo, qui promet la vie sauve aux Vendéens il se rend. Trois autres généraux républicains, Turreau, Prieur et Bourbotte sont présents. Ils n'ont rien promis. Le seigneur de Nesmy sera massacré avec les autres défenseurs de l'île, dont le général d'Elbée. Nesmy voit passer les colonnes infernales, comme le rappelle la plaque apposée sur le mur de l'église paroissiale. Le 10 octobre 1795 au soir, 15 000 combattants vendéens dorment à Nesmy avant d'aller à La Tranche accueillir, pensent-ils, le comte d'Artois, futur Charles X. Ce dernier ne voudra finalement pas aller "chouanner", signant ainsi l'arrêt de mort de l'armée qui le servait. Les années passent, les grandes
guerres de Vendée s'achèvent.
Au XIXe siècle, la vie reprend ses droits en Vendée. Charles et Mathilde de Tinguy entreprennent d'importants travaux d'aménagement et de restructuration tant du château que du parc.
Sous le contrôle de l'architecte Liberge, les dépendances sont transférées à leur emplacement actuel. Elles sont construites avec une forme de "H", et adoptent une architecture de type italien, avec des fenêtres basses et larges, dont les encadrement de calcaire remplacent le granit vendéen. Ces communs comportent une cour d'honneur et une cour intérieure, sur laquelle donnent différents locaux, notamment une buanderie, une boulangerie, trois écuries, une sellerie, un séchoir, des greniers à fourrage, un abri à charrettes...
De son côté, le pépiniériste-paysagiste angevin André Leroy (auteur du Jardin du Mail à Angers), transforme le parc et les jardins. Ses plans, signés, ont été retrouvés en 2007 dans le château. Ils sont datés de 1842. Ils mettent fin à l'ancien aspect classique du domaine, qui devient un parc. Ses contours délimitent un ensemble de 45 hectares, clos d'une ceinture d'arbres, composée de bosquets aux essences précieuses telles que cyprès chauves, sequoias, pins laricio, ifs, êtres pourpres, etc. Un chemin, appelé Chemin des Dames, permet d'en faire le tour en calèche. Ce chemin privé existe toujours, de même que les savants dessins des bosquets voulus par Leroy.
En 1860, les travaux prennent une impulsion nouvelle, toujours à l'appel de la famille de Tinguy : Guillerot, architecte yonnais, modernise le château. Deux tours carrées ou pavillons, surmontés de petits clochetons, sont rajoutés. Ils donnent sur la terrasse du XVe qui surplombe l'étang. La chaussée qui borde cette pièce d'eau, en formant la digue de soutènement, est datée du XIe siècle. Les toits du bâtiment central sont surélevés. Ils reçoivent le fronton encadré de martiales échauguettes sur lesquelles veillent deux statues-lansquenets, le visage tourné vers le lointain - et les chouettes qui veulent bien y habiter.
L'aménagement du parc se poursuit. L'abbé Sirrot, historien de référence du canton l'attribue dans son ouvrage de 1964, à Bühler. Cet architecte paysagiste de renom crée un canal et trois nouveaux étangs dans les prairies humides du parc. Des « cônes de vue » sont aménagés, qui donnent vers des points remarquables du parc (belvédère de Belle-Croix, qui donne son nom à la paroisse, pavillon du garde chasse). Ils sont destinés à être appréciés depuis la terrasse du château.
C'est à cette époque que le château de Nesmy acquiert sa physionomie actuelle.
En guise de conclusion, nous citerons donc les trois éléments majeurs qui font l'originalité et le charme du parc du château aujourd'hui :
- Son réseau hydrologique.
- Ses cônes de vue.
- Sa proximité avec le centre bourg.

### Château de la Vergne-Greffaud
Le château fort de la Vergne-Greffaud (diverses orthographes ont été utilisés) a probablement été bâti au XIIIe siècle ou XIVe siècle. Ses ruines se situent dans le hameau de La Vergne, sur ce qui était la seigneurie de la Vergne, seigneurie qui dépendait de la Principauté de La Roche-sur-Yon. Le château possédait des douves pavés, quatre tours (dont une faisant office de chapelle), ainsi que quelques bâtiments.

## Emblèmes

### Héraldique
| Blason | Blasonnement : Parti : au premier, d'azur à la croix alésée pattée d'argent ; au second, d'or au pot d'une anse de gueules ; le tout sommé d'un chef de sinople chargé de trois tours d'or, ouvertes, ajourées et maçonnées de sable. Explications : La Croix blanche sur fond bleu provient des armoiries de l’Abbaye de Ste Croix de Talmont et représente les quatre routes départementales qui convergent vers le centre bourg. Le Pot rouge sur fond jaune évoque évidemment les célèbres poteries et tuileries de NESMY. La partie supérieure verte est aussi originaire des armes de l’Abbaye de Talmont mais elle symbolise aussi les cours d’eau l’Yon et le Graon formant les frontières naturelles de la commune et les paysages de verdure. Les trois tours rappellent les 3 châtellenies importantes de l’ancienne paroisse (”NESMY-en-grève” – La Vergne – La Domangère), aissé d’un listel portant la devise : NESMY Hier et Aujourd’hui pour exprimer l’évolution de la commune depuis l’époque Gallo-Romaine jusqu’à l’époque moderne actuelle : Texte héraldique du site officiel de la Mairie de Nesmy : "Parti au 1 d’azur à la croix pattée d’argent, au deux d’or à la poterie de gueule ansée de même et au chef cousu de sinople chargé de 3 tours alignées d’or, ouvertes et éclairées de sable. Sommé d’une couronne crénelée et abaissé d’un listel portant la devise : Nesmy hier aujourd’hui pour exprimer l’évolution de la commune depuis l’époque gallo-romaine à l’époque moderne". |

### Devise
La devise de Nesmy : Nesmy hier aujourd'hui.

## Politique et administration

### Liste des maires

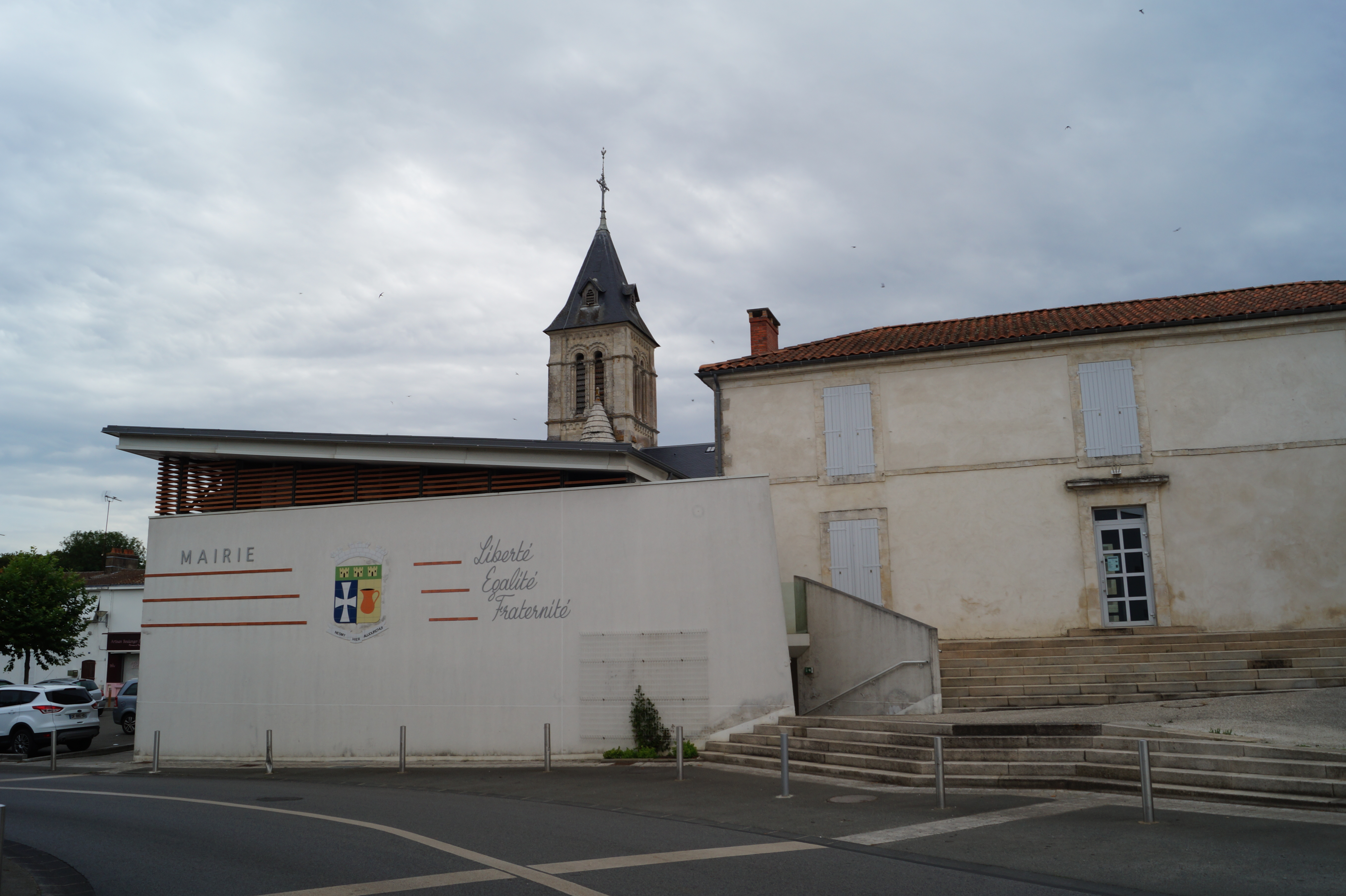
La mairie

## Démographie

### Évolution démographique
L'évolution du nombre d'habitants est connue à travers les recensements de la population effectués dans la commune depuis 1800. Pour les communes de moins de 10 000 habitants, une enquête de recensement portant sur toute la population est réalisée tous les cinq ans, les populations de référence des années intermédiaires étant quant à elles estimées par interpolation ou extrapolation. Pour la commune, le premier recensement exhaustif entrant dans le cadre du nouveau dispositif a été réalisé en 2007.

En 2022, la commune comptait 3 056 habitants, en évolution de +6,97 % par rapport à 2016 (Vendée : +5,33 %, France hors Mayotte : +2,11 %).
| 1800  | 1806 | 1821 | 1831  | 1836  | 1841  | 1846  | 1851  | 1856  |
| ----- | ---- | ---- | ----- | ----- | ----- | ----- | ----- | ----- |
| 1 006 | 845  | 871  | 1 043 | 1 072 | 1 129 | 1 190 | 1 273 | 1 291 |

| 1861  | 1866  | 1872  | 1876  | 1881  | 1886  | 1891  | 1896  | 1901  |
| ----- | ----- | ----- | ----- | ----- | ----- | ----- | ----- | ----- |
| 1 328 | 1 381 | 1 450 | 1 450 | 1 471 | 1 454 | 1 486 | 1 490 | 1 445 |

| 1906  | 1911  | 1921  | 1926  | 1931  | 1936  | 1946  | 1954  | 1962  |
| ----- | ----- | ----- | ----- | ----- | ----- | ----- | ----- | ----- |
| 1 389 | 1 337 | 1 257 | 1 264 | 1 265 | 1 236 | 1 191 | 1 297 | 1 306 |

| 1968  | 1975  | 1982  | 1990  | 1999  | 2006  | 2007  | 2012  | 2017  |
| ----- | ----- | ----- | ----- | ----- | ----- | ----- | ----- | ----- |
| 1 241 | 1 390 | 1 790 | 1 963 | 1 976 | 2 318 | 2 366 | 2 744 | 2 883 |

| 2022  | - | - | - | - | - | - | - | - |
| ----- | - | - | - | - | - | - | - | - |
| 3 056 | - | - | - | - | - | - | - | - |

### Pyramide des âges
La population de la commune est relativement jeune. Le taux de personnes d'un âge supérieur à 60 ans (16,7 %) est en effet inférieur au taux national (21,6 %) et au taux départemental (25,1 %).
Contrairement aux répartitions nationale et départementale, la population masculine de la commune est supérieure à la population féminine (51,1 % contre 48,4 % au niveau national et 49 % au niveau départemental).
La répartition de la population de la commune par tranches d'âge est, en 2007, la suivante :
- 51,1 % d’hommes (0 à 14 ans = 22 %, 15 à 29 ans = 16,1 %, 30 à 44 ans = 22,5 %, 45 à 59 ans = 24,6 %, plus de 60 ans = 14,7 %) ;
- 48,9 % de femmes (0 à 14 ans = 22,1 %, 15 à 29 ans = 13,7 %, 30 à 44 ans = 21,9 %, 45 à 59 ans = 23,4 %, plus de 60 ans = 18,9 %).

| Hommes | Classe d’âge | Femmes |
| ------ | ------------ | ------ |
| 0,2    | 90 ans ou +  | 0,2    |
| 4,2    | 75 à 89 ans  | 7,0    |
| 10,3   | 60 à 74 ans  | 11,7   |
| 24,6   | 45 à 59 ans  | 23,4   |
| 22,5   | 30 à 44 ans  | 21,9   |
| 16,1   | 15 à 29 ans  | 13,7   |
| 22,0   | 0 à 14 ans   | 22,1   |

| Hommes | Classe d’âge | Femmes |
| ------ | ------------ | ------ |
| 0,4    | 90 ans ou +  | 1,2    |
| 7,3    | 75 à 89 ans  | 10,6   |
| 14,9   | 60 à 74 ans  | 15,7   |
| 20,9   | 45 à 59 ans  | 20,2   |
| 20,4   | 30 à 44 ans  | 19,3   |
| 17,3   | 15 à 29 ans  | 15,5   |
| 18,9   | 0 à 14 ans   | 17,4   |

## Économie
Nesmy comprend la zone d'activités du Chaillot qui est située tout près de l'échangeur (juin 2008) de l'autoroute A87 (Paris - Les Sables-d'Olonne) qui passe au sud de La Roche-sur-Yon (la « Contournante Sud » de La Roche-sur -on). Elle est depuis janvier 2010 de la compétence de La Roche-sur-Yon Agglomération.
Participent également à l'économie : La Vieille Poterie de Nesmy, le golf de La Domangère, les campings, ses nombreux artisans et commerçants, notamment en centre bourg avec l'Espace Clemenceau (créé en 1999-2001), l'agriculture bocagère, etc.

## Lieux et monuments

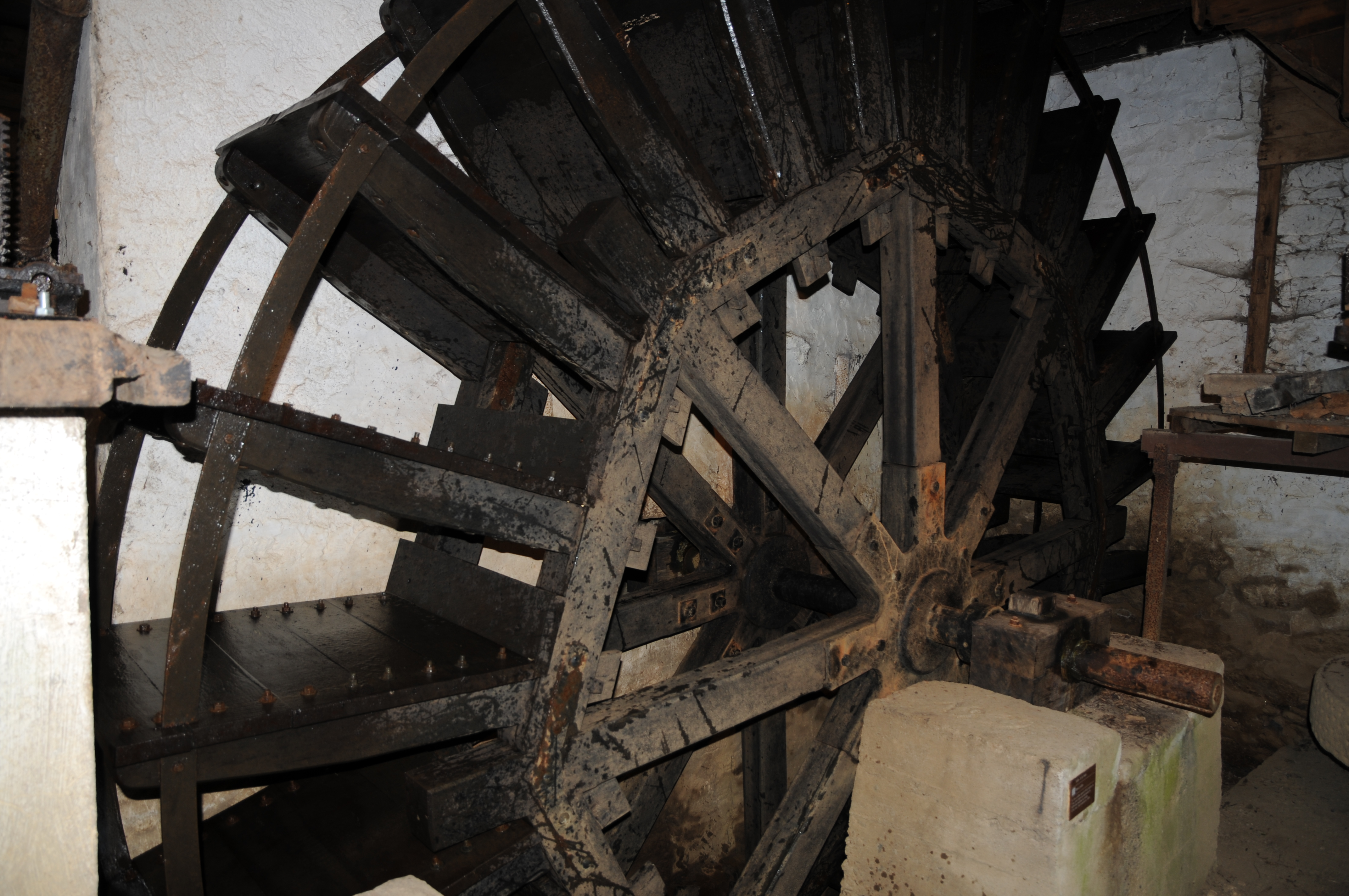
La roue à aubes du moulin de Rambourg.

Nesmy est réputée pour ses poteries et tuileries, une tradition artisanale. Dans ce bocage où les sentiers de randonnées sont nombreux, on peut également visiter : 
- Le moulin de Rambourg, un moulin à eau (visites[29] avec un guide l'été ou sur rendez-vous[30] ) avec sa fameuse roue.
- La rivière : l'Yon et ses randonnées[31]
- Les aires de loisirs
- Le golf de La Domangère[30], de renommée internationale
- La Vieille Poterie[32] de Nesmy
- Le château de Nesmy[33], son parc historique et ses étangs. Accueil des groupes sur rendez-vous[34].
- L'église Saint-Pierre.

## Évènements
- Le 1er mai a eu lieu à Nesmy la course du semi-marathon[35] jusqu'en 2008.
- Le Marché de Nesmy, un marché de proximité (de septembre 2010 à début 2014) a eu lieu tous les troisièmes dimanches de chaque mois en centre bourg de Nesmy.
- Le 13 juillet a lieu à Nesmy le feu d'artifice et divers concerts, près du moulin de Rambourg, sauf depuis 2012 : la Fête Nationale y est célébrée à l'aire de loisirs de la Vallée Verte, près du centre bourg de Nesmy.
- Depuis 2013, au mois de juin, une des courses cyclistes du challenge Thomas-Voeckler a lieu chaque année à Nesmy.

### Les Virades de l'Espoir
Les Virades de l'Espoir ont eu lieu en 2005, 2006 et 2007. Nesmy a participé avec l'association Vaincre la mucoviscidose Vendée à la lutte contre cette maladie génétique.
La troisième et dernière édition des Virades à Nesmy s'est déroulée le 30 septembre 2007 à la salle Henri-Laborit avec un grand succès et une foule nombreuse.
L'édition 2013 des Virades, pour les environs de Nesmy, a eu lieu à La Chaize-le-Vicomte et l'édition 2014 au Poiré-sur-Vie.

## Personnalités liées à la commune
- Henri de Tingy de Nesmy[37], chassa le loup dans la région de Ploërmel et au-delà jusqu'en Vendée ; il en aurait tué peut-être 2 000[38].
- Abel Betou, né à Nesmy, ses mémoires intitulés : Péripéties d’un jeune paysan vendéen au service du Gotha et des stars (Éditions Pays et Terroirs, Cholet, mai 2007).[réf. incomplète]
- Henri Laborit (1914-1995) : savant, artiste, ami de Gilbert Prouteau.
- Gérard Potier : artiste, comédien-conteur, originaire de Nesmy.
- Gilbert Prouteau (1917-2012)[39] : écrivain né à Nesmy.

## Jumelages
- Burggen ( Bavière) et Nesmy (Vendée) sont deux communes jumelées depuis 1993[40].
- Le jumelage avec  Burggen (Allemagne) permet des rencontres régulières, dont en mai 2008 à Burggen. En mai 2010, les Amis de Burggen sont venus à Nesmy. En mai 2012, ce sont des Nesmysiens qui ont fait un séjour à Burggen.

## Pour approfondir